# Liste des députés de la Haute-Corse
 (mai 2025).
Liste des députés de la Haute-Corse 

## XVIIelégislature(2024-)
Les députés élus le 7 juillet 2024 sont :
| Circonscription          | Député                  | Parti | Parti | Suppléant          | Autres mandats        |
| ------------------------ | ----------------------- | ----- | ----- | ------------------ | --------------------- |
| Première circonscription | Michel Castellani       |       | FaC   | Juliette Ponzevera |                       |
| Deuxième circonscription | François-Xavier Ceccoli |       | LR    | Hélène Astolfi     | Maire de San-Giuliano |

## XVIelégislature(2022–2024)
Les députés élus le 19 juin 2022 sont :
| Circonscription          | Député               | Parti | Parti | Suppléant             | Autres mandats                    |
| ------------------------ | -------------------- | ----- | ----- | --------------------- | --------------------------------- |
| Première circonscription | Michel Castellani    |       | FaC   | Juliette Ponzevera    |                                   |
| Deuxième circonscription | Jean-Félix Acquaviva |       | FaC   | Marie Jeanne Andreani | Conseiller à l'assemblée de Corse |

## XVelégislature(2017–2022)
Les députés élus le 18 juin 2017 sont :
| Circonscription          | Député               | Parti | Parti        | Suppléant           | Autres mandats                              |
| ------------------------ | -------------------- | ----- | ------------ | ------------------- | ------------------------------------------- |
| Première circonscription | Michel Castellani    |       | Pè a Corsica | Juliette Ponzevera  |                                             |
| Deuxième circonscription | Jean-Félix Acquaviva |       | Pè a Corsica | Petru-Antone Tomasi | Maire de Lozzi Conseiller exécutif de Corse |

## XIVelégislature(2012-2017)
| Circonscription     | Identité                   | Parti | Qualité                                     | Suppléant              |
| ------------------- | -------------------------- | ----- | ------------------------------------------- | ---------------------- |
| 1re circonscription | M. Sauveur Gandolfi-Scheit | UMP   | Maire de Biguglia                           | M. Jean-Michel Canazzi |
| 2e circonscription  | M. Paul Giacobbi           | PRG   | Président du Conseil général de Haute-Corse | M. A-Joseph Castelli   |

## XIIIelégislature(2007-2012)
| Circonscription     | Identité                   | Parti | Qualité                                     | Suppléant               |
| ------------------- | -------------------------- | ----- | ------------------------------------------- | ----------------------- |
| 1re circonscription | M. Sauveur Gandolfi-Scheit | UMP   | Maire de Biguglia                           | M. Jean-Louis Milani    |
| 2e circonscription  | M. Paul Giacobbi           | PRG   | Président du Conseil général de Haute-Corse | M. Hyacinthe Mattei, PS |

## XIIelégislature(2002-2007)
| Circonscription     | Identité            | Parti | Qualité                                     | Suppléant            |
| ------------------- | ------------------- | ----- | ------------------------------------------- | -------------------- |
| 1re circonscription | M. Émile Zuccarelli | PRG   | Maire de Bastia                             | M. Albert Calloni    |
| 2e circonscription  | M. Paul Giacobbi    | PRG   | Président du Conseil général de Haute-Corse | M. A-Joseph Castelli |

## XIelégislature(1997-2002)
| Circonscription     | Identité                                                 | Parti  | Qualité          | Suppléant            |
| ------------------- | -------------------------------------------------------- | ------ | ---------------- | -------------------- |
| 1re circonscription | M. Émile Zuccarelli puis le 05/07/1997 M. Roger Franzoni | PRS    | Maire de Bastia  | Roger Franzoni       |
| 2e circonscription  | M. Paul Patriarche                                       | UDF-DL | Maire de Novella | Ours-Pierre Grimaldi |

## Xelégislature(1993-1997)
| Circonscription     | Identité                                                        | Parti | Qualité               | Suppléant              |
| ------------------- | --------------------------------------------------------------- | ----- | --------------------- | ---------------------- |
| 1re circonscription | M. Émile Zuccarelli                                             | MRG   | Maire de Bastia       | Roger Franzoni         |
| 2e circonscription  | M. Pierre Pasquini puis le 19/06/1995 M. Jean-Claude Bonaccorsi | RPR   | Maire de L'Île-Rousse | Jean-Claude Bonaccorsi |

## IXelégislature(1988-1993)
| Circonscription     | Identité                                                 | Parti | Qualité               | Suppléant              |
| ------------------- | -------------------------------------------------------- | ----- | --------------------- | ---------------------- |
| 1re circonscription | M. Émile Zuccarelli puis le 03/05/1992 M. Roger Franzoni | MRG   |                       | Roger Franzoni         |
| 2e circonscription  | M. Pierre Pasquini                                       | RPR   | Maire de L'Île-Rousse | Jean-Claude Bonaccorsi |

## VIIIelégislature(1986-1988)
Scrutin proportionnel, pas de suppléants.
| Circonscription     | Identité            | Parti | Qualité               |
| ------------------- | ------------------- | ----- | --------------------- |
| 1re circonscription | M. Émile Zuccarelli | MRG   |                       |
| 2e circonscription  | M. Pierre Pasquini  | RPR   | Maire de L'Île-Rousse |

## VIIelégislature(1981-1986)
| Circonscription     | Identité           | Parti | Qualité                              | Suppléant              |
| ------------------- | ------------------ | ----- | ------------------------------------ | ---------------------- |
| 1re circonscription | M. Jean Zuccarelli | MRG   | Maire de Bastia                      | François Albertini     |
| 2e circonscription  | M. Jean-Paul Luisi | MRG   | Conseiller général, maire de Corscia | Alexandre Alessandrini |

## VIelégislature(1978-1981)
| Circonscription     | Identité           | Parti | Qualité               | Suppléant      |
| ------------------- | ------------------ | ----- | --------------------- | -------------- |
| 1re circonscription | M. Pierre Giacomi  | RPR   |                       | Jean Marzocchi |
| 2e circonscription  | M. Pierre Pasquini | RPR   | Maire de L'Ile-Rousse | Jean Colonna   |

## Législatures précédentes
- voir liste des députés de Corse